# Oostelijke prachtlibel
De oostelijke prachtlibel (Macromia amphigena) is een echte libel uit de familie van de prachtlibellen (Macromiidae). De wetenschappelijke naam van de soort werd in 1871 gepubliceerd door Edmond de Selys Longchamps. De Nederlandstalige naam is ontleend aan Veldgids Libellen.
De soort staat op de Rode Lijst van de IUCN als niet bedreigd, beoordelingsjaar 2019; de trend van de populatie is volgens de IUCN stabiel.

## Synoniemen
- Macromia sibirica Djakonov, 1926
- Macromia bartenevi Belyshev, 1973